# توم بويير
توم بويير (بالهولندية: Tom Boere) (24 نوفمبر 1992 ببريدا في هولندا - ) هو لاعب كرة قدم هولندي في مركز الهجوم. لعب مع إف سي آيندهوفن ونادي غينت وHoogstraten VV ‏.

## وصلات خارجية
- توم بويير على موقع قاعدة بيانات كرة القدم.إي يو (الإنجليزية)
- توم بويير على موقع Soccerway.com (الإنجليزية)
- توم بويير على موقع عالم كرة القدم.نت (الإنجليزية)